# Waccamaw siouan
{{No confondre amb els indis waccamaw de Carolina del Sud}}
Els waccamaw siouan són una de les vuit tribus reconegudes estatalment d'amerindis dels Estats Units a Carolina del Nord. Antigament parlaven el woccon una llengua siouan i actualment viuen als comtats de Bladen i Columbus al sud-est de Carolina del Nord. Adoptaren aquest nom en 1948. Llurs comunitats són St. James, Buckhead, i Council, mentre que la llar tribal dels Waccamaw Siouan es troba al límit del Green Swamp a unes 37 milles de Wilmington (Carolina del Nord), a set milles del llac Waccamaw, i a quatre milles al nord de Bolton (Carolina del Nord).

## Demografia
Potser eren uns 900 el 1600, però el 1715 en foren censats 610, i el 1720 només tenien 100 guerrers. Segons el cens dels Estats Units del 2000, el total de població ameríndia Waccamaw Siouan als comtats de Columbus i Bladen era de 2.343 (1.697 i 646, respectivament). Això representa el 2,7% del total combinat de població d'amerindis dels Estats Units a Carolina del Nord. Actualment la tribu té registrats uns 1.245 membres.
Entre 1980 i 2000 l'àrea dels dos comtats va experimentar un petit augment de la població general del 6,7% en comparació amb la taxa de 37% de creixement per Carolina del Nord. El creixement en els dos comtats era en la seva majoria d'amerindis i hispans, el 61% i 295%, respectivament. També hi va haver un augment del 7% en la població afroamericana, i una disminució del 0,6% en la població blanca.

## Govern
La tribu és governada pel Waccamaw Siouan Tribal Council, Inc., format per sis membres elegits entre els membres de la tribu amb termes escalonats d'un a tres anys. La posició del cap tribal antigament era heretada o transmesa per nomenament personal. Ara és un càrrec electe. La tribu també té un Comitè de Revisió dels Ancians, que du a terme reunions tribals mensuals per informar i educar els membres sobre assumptes d'importància per a la tribu en el seu conjunt. Durant les reunions es demanen opinions i suggeriments dels membres de la tribu i s'incorporen en el procés de presa de decisions.
El consell tribal empra un administrador tribal per manejar les operacions del dia a dia de la tribu, amb un pressupost anual d'aproximadament 1 milió de dòlars. L'administrador supervisa la gestió dels programes de beques tribals i proporciona un informe mensual de la situació de les activitats de donació a nivell local, estatal i federals, donants privats, el consell tribal, i membres de la tribu.

### Reconeixement estatal i federal
Els amerindis Waccamaw Siouan foren reconeguts per l'estat de Carolina del Nord en 1971, i és membre de la Comissió d'Afers Indis de Carolina del Nord per NCGS 143B-407. La fribu fou incorporada com a organització 501(c)3 en 1977. Lumbee Legal Services, Inc. representa la tribu Waccamaw Siouan en el seu procés administratiu a la recerca del reconeixement tederal.

## Llengua
Els primers europeus a les Carolines van quedar sorpresos per la diversitat lingüística del que avui és el sud-est dels Estats Units. Dins de la regió ara coneguda com a Carolina del Nord, van estar representades tres famílies lingüístiques, tant diferents les unes de les altres com les llengües indoeuropees de les llengües uralianes: 
- Els hatteras, chowan, moratok, pamlico, secotan, machapunga, i weapemeoc de la planura de la costa parlaven una varietat de llengües algonquines.
- Els cherokees, tuscarores, coree, i Meherrin, que vivien a entre la planura costanera i els apalatxes, parlaven varietats de llengües iroqueses.
- Els catawbes, saraw, cape fear, eno, keyauwee, occaneechi, tutelos, saponi, shakori, sissipahaw, sugeree, wateree, waxhaw, i waccamaw del riu Cape Fear i Piedmont, parlaven llengües siouan.

L'ancestral parla siouan woccon dels waccamaw siouan de Carolina del Nord es va perdre a causa de les pèrdues de població devastadores i els trastorns socials dels segles xviii i xix, i en sobreviu només un grapat de termes de vocabulari que es van registrar a principis de 1700.

## Història

### Llegenda del llac Waccamaw
Des de la seva exploració més antiga registrada en 1735 pel naturalista William Bartram, (que va ser assistit en els seus esforços per indis waccamaw), el llac Waccamaw ha estat el tema de moltes històries que descriuen el seu origen llegendari. Molts han demostrat ser les invencions fantàstiques dels primers colons europeus.
Segons els indis waccamaw siouan, fa milers d'anys, una nit un immens meteor va aparèixer en el cel cap al sud-oest. Tenia una lluentor de sols quan es va precipitar cap a la terra, el meteor va caure i es va cremar en el profund de la terra. Les aigües dels pantans i dels rius dels voltants fluïen al cràter i es refredaren, creant la gemma blava, tornant verd el llac. Alguns historiadors sostenen que aquesta història és invenció de James E. Alexander.

### Segle XVI
Alguns historiadors sostenen que l'expedició espanyola de 1521 dirigida per Francisco Girebillo es va trobar amb un poble wacamaw quan viatjaven cap a l'interior des de la costa de Carolina al llarg dels rius Waccamaw i Pee Dee. En descriure als habitants de la vall del riu com a semi-nòmades, Girebillo assenyala que depenien de la caça i la recol·lecció, i limitaven l'agricultura. Va escriure que practicaven costums mortuòries "peculiar", però no van aconseguir descriure les seves pràctiques distintives en detall.
Francisco Gordillo i Pedro de Quexos capturren i esclavitzaren nombrosos amerindis en 1521, i els embarcaren cap a la Hispaniola. Un dels homes capturat pels espanyols conegut com a Francisco de Chicora. Francisco va identificar més de vint pobles indígenes que vivien a l'actual Carolina del Sud, entre els quals va esmentar els "Chicora" i els "Duhare", territoris tribals que comprenien les regions més al nord. John Reed Swanton creia que aquestes nacions incloïen els waccamaw i els indis de Cape Fear. Lucas Vázquez de Ayllón retornà a l'àrea en 1526.

### Seglexvii
Una mica menys de 150 anys després, l'anglès William Hilton grava la seva trobada amb el poble waccamaw siouan, anomenant-los Woccon. En 1670, l'agrimensor i metge alemany John Lederer els mencionà en els seus Discoveries. A començament del segle xvii, els woccon (waccamaw), juntament amb un nombre de tribus del riu Pee Dee, havien estat empentats cap al nord per una combinació de forces espanyoles i cusabo. Alguns dels primers viatgers anglesos a l'interior de les Carolines, John Lederer en 1670 i John Lawson uns trenta anys més tard, es va referir als waccamaw en els seus relats de viatge com a poble sioux. Estaven repetint la informació dels altres; no van visitar la zona d'aiguamolls, on alguns dels waccamaw començaven a buscar refugi de les incursions colonials.

### Seglexviii
Assentament voltant de la confluència dels rius Waccamaw i Pee Dee, aquesta amalgama de tribus s'havia fragmentat per 1705 per formar un grup de woccon que es va traslladar més al nord del baix riu Neuse i Contentnea Creek. La primera menció escrita dels woccon (o waccamaw) per colons anglesos fou registrada en 1712. La Colònia de Carolina del Sud intentà persuadir els waccamaw, juntament amb els indis de Cape Fear, a unir-se al fill de l'antic governador colonial britànic de Carolina del Sud, James Moore, en la seva expedició contra els tuscarores a la Guerra Tuscarora.
De fet els indis woccon, la tribu sioux que John Lawson va trobar a poques milles al sud dels tuscarores al seu New Voyage to Carolina (1700), va deixar d'existir per als administradors colonials britànics amb aquest nom en particular. Havent-se mogut cap al sud com a grup, els Woccon aparegueren en els registres colonials com els waccamaw. Des de diferents poders colonials només podien aproximar el so dels noms de les nombroses organitzacions polítiques ameríndies del sud-est, els noms tribals sovint eren canviats o alterats en la seva pronunciació arbitrària. Waccamaw, per exemple, va aparèixer en el registre històric més o menys al mateix temps que va desaparèixer "woccon".
Els waccamaw continuaren habitant la regió al llarg dels rius Waccamaw i Pee Dee fins a 1718, quan es van traslladar a l'àrea del Weenee o del Black River. En 1720 s'uniren a les famílies que fugien dels tuscarores, saraw, keyauwee, i hatteras al llarg de Drowning Creek, ara coneguts com els Lumbee, o riu Lumber. Famílies d'indis waccamaw continuaren vivint al llarg de Drowning Creek fins al 1733, quan algunes famílies van buscar refugi novament en un altre lloc, aquest cop, al llarg del llac Waccamaw i Green Swamp.
Els historiadors i la Nació Tuscarora afirmen que la majoria dels tuscarores van emigrar a Nova York, on pel 1722 van ser acceptats com la sisena nació de la Confederació iroquesa o Haudenosaunee. La nació tuscarora diu que tots els membres que es van quedar ja no es consideren membres de la tribu.
A la segona dècada del segle xviii, molts waccamaw, també coneguts com a Waccommassus, es trobaven a cent milles al nord-est de Charleston (Carolina del Sud). En 1749 va esclatar una guerra entre els waccamaw i la colònia de Carolina del Sud. Pel maig de 1778 el Consell de Carolina del Sud intentà oferir protecció als waccamaw durant la Guerra d'Independència dels Estats Units, però les seves promeses no es van complir pel caos de la guerra.
Després de la Guerra Carolina del Sud-Waccamaw, els waccamaw buscaren refugi a la regió dels aiguamolls situada en la vora de Green Swamp, prop del llac Waccamaw. Es van establir quatre milles al nord de l'actual Bolton (Carolina del Nord), al llarg del que encara es coneix com a "Old Indian Trail."

### Seglexix
Els títols de propietat de l'Estat i altres registres colonials corroboren les tradicions orals dels indis waccamaw siouan i la seva reivindicació de la regió del Green Swamp. Donada la seva experiència històrica de tres segles de contacte amb els europeus, els indis waccamaw siouan s'havien aculturat força. Depenien de l'agricultura d'estil europeu i establiren reclamacions de terra a través de granges individuals.
El 1835, arran de la revolta d'esclaus de Nat Turner, Carolina del Nord va aprovar lleis que restringien els drets i els moviments dels negres lliures. Com que els nadius americans es van classificar igualment com "gent lliure de color," els indis waccamaw siouan i altres van ser despullats dels seus drets civils i polítics. Ja no podien votar, portar armes, o servir en la milícia de l'estat. Els blancs locals van intensificar la persecució dels indis waccamaw siouan després de la ratificació de la constitució estatal discriminatòria de Carolina del Nord.

#### Educació
Durant gran part del segle xix els nens waccamaw siouan no van rebre educació en escoles públiques. No n'hi havia cap al Sud abans de la Guerra Civil dels Estats Units. Durant la reconstrucció les legislatures republicanes van establir escoles públiques, però els legisladors havien d'acordar instal·lacions segregades racialment per aconseguir la seva aprovació per les coalicions multiracials. Després d'haver tingut la llibertat abans de la guerra, els pares waccamaw siouan decidiren que no volien inscriure els seus fills a l'escola amb els fills de lliberts. Les escoles públiques tenien només dues classificacions: blanques i tots els altres (negres i mestissos o "gent de color").
A la fi del segle xix els croatan (que ara es diuen lumbee) van aconseguir obtenir el reconeixement de l'Estat com a indis a Carolina del Nord i establir una escola separada. Les tribus Coharie van aconseguir construir les seves pròpies escoles i més tard encara, desenvolupar el seu propi sistema escolar. Els waccamaw siouan van fer el mateix amb l'Escola Doe Head en 1885. L'escola, situada a la comunitat índia de Buckhead, estava oberta només esporàdicament. Es va tancar el 1921, quan l'Estat va enviar un mestre negre a l'escola, i la comunitat li va demanar al mestre que marxés.

### Segle XX
La primera escola de comtat ameríndia oberta als Waccamaw siouan va ser anomenada "Wide Awake School." L'escola va ser construïda en 19xx a la comunitat Buckhead al comtat de Bladen. Les classes eren impartides per un mestre Lumbee, Welton Lowry. Els estudiants Waccamaw siouan que desitjessin assistir a l'escola secundària entre els indis autoidentificats van anar a l'East Carolina High School de la comunitat índia Coharie da Clinton (Carolina del Nord); la Lumbee Fairmont High School a Fairmont, comtat de Robeson; o la Indian School dels catawbes a Carolina del Sud.
Els Waccamaw Siouan reberen el reconeixement estatal en 1971. Estan treballant a documentar-se per a obtenir el reconeixement federal.

### Relació amb altres tribus indígenes de Carolina del Nord
Com la majoria dels grups indígenes de Carolina del Nord, els indis waccamaw siouan tenen una llarga tradició d'afiliació amb altres nacions tribals. Les pràctiques de parentiu observades per primera vegada en l'era colonial continuen a través del matrimoni amb altres tribus.
L'ocurrència de cognoms particulars que es troben entre els tres grups: Campbell, Baldwin, Freeman, Jacobs, Patrick, Graham, Hammonds, Blanks, Hunt, Locklear, Moore, Strickland, Young, Bowen, Godwin, Lacewells, Bryant, Daniels, Spaulding, i són comuns entre els indis sioux Lumbee, Coharie i Waccamaw Siouan.